# Калцијумски канали
Калцијумски канали су јонски канали (трансмембранске макромолекуларне структуре, опремљене порама и смештене у плазматској мембрани ћелија) који омогућавају улазак Са2+ јона у цитосол, На тај начин се повећава интрацелуларна концентрацију овог јона,  која производечи деполаризацију, представља сигнал за активацију многих ћелијских функција. Калцијум делује на неколико интрацелуларних сигналних путева, регулишући процесе ендокриног лучења, контракцију мишића, пролиферацију ћелија и  регулишу процесе апоптозе.
Позната су три типа Cа2+ канала и 10 изоформи које варирају у зависности од врсте ткива.

## Опште информације

### Улога јона калцијума
Јон калцијума игра важну улогу у многим биолошки процесима који су витални за организам. Његово присуство је неопходно за коагулацију крви, стимулацију лучења егзокриних и ендокриних жлезда, ослобађање неуротрансмитера у нервном систему, у процесима егзоцитозе. У мишићном ткиву степен релаксације или контракција зависи од интрацелуларне концентрације калцијума (нема јона калцијума, нема интеракције између актина и миозина и процеса контрактибилности).
Калцијум је више концентрисан изван ћелије него унутар ње, тако да постоји разлика потенцијала ( мембрански потенцијал) са обе стране неуронске плазма мембране. Унутрашњост ћелије садржи само 100 нМ Са, док је спољашња концентрација Са10.000 до 20.000 пута већа. Овај градијент концентрације одржава се активношћу Са2+ пумпи у плазма мембрани и ендоплазматском ретикулуму које померају јон против његовог градијента концентрације.

### Улога калцијумских канала
Калцијумски канали играју кључну улогу у различитим физиолошким функцијама ћелија. Они укључују све мембранске протеине који формирају поре које су пропусне за калцијум и које се користе за транспорт ових јона кроз ћелијске мембране. Као јон, калцијум је јединствен у биолошким системима; то је зато што калцијум не функционише само да генерише мембранске потенцијале и електричне сигнале, већ функционише и као централни ћелијски сигнални молекул. Стога, калцијумски канали играју још важнију улогу у ћелији омогућавајући стварање мноштва ћелијских одговора. Калцијумски канали долазе у многим облицима и невероватно су разноврсни и по структури и по функцији.
Као што им име говори, калцијумски канали су пропусни за јоне калцијума и играју кључну улогу у функционисању свих еукариотских ћелија. Њихова примарна функција у ћелији је да регулишу концентрацију калцијума унутар ћелије и у различитим ћелијским деловима. Регулација концентрације јона калцијума је критична за правилно функционисање ћелије пошто калцијум игра улогу у скоро свим ћелијским процесима.  То постиже на различите начине, од којих неки укључују деловање као други гласник и допринос електрохемијском градијенту.
Када се Cа2+ канали отворе, јон Cа2+ тежи да пасивно уђе у ћелију кроз ове канале, пратећи његов градијент концентрације и брзо изједначava концентрације Cа2+ на обе стране мембране. Улазак јона са позитивним наелектрисањем генерише деполаризацију мембране; као што је случај са натријумовим каналима. Деполаризација коју производе калцијумски канали је мање наглашена од оне коју производе натријумски канали, јер интрацелуларна концентрација калцијума није тако велика као екстрацелуларна концентрација натријума. Деполаризација мембране изазива отварање више Cа2+ канала Поред тога, интрацелуларни Cа2+ делује на интрацелуларне протеине као што су калмодулин, тропонин Ц, калбиндин, калретикулин, калсеквестрин, између осталих, делујући као интрацелуларни сигнални агенс за покретање различитих процеса. Јони Cа2+ промовишу фузију мембране и синаптичких везикула са терминалном мембраном аксона у неурону, изазивајући ослобађање неуротрансмитера (нпр. ацетилхолина) у синаптички расцеп механизмом егзоцитозе. Они тако делују у процесима као што су контракција мишића и ендокрина секреција, као и неуротрансмисија.
Дуготрајни калцијумски канали са волтажним напоном који се налазе у ексцитабилном и не-ексцитабилном ткиву  одговорни су за нормалну контрактилност глатких мишића миокарда и крвних судова. Волтажно зависни Ca2+ канали садрже домене хомологих секвенци које су организоване у оквиру једне велике субјединице (α1). Као додатак главној субјединици  канала, Ca2+ канали садрже и пет подјединица (алфа-1, алфа-2, бета, гама и делта). Оне чине канал Л-типа. Алфа-1 подјединицу која је место везивања за антагонисте на бази калцијума. Антагонисти калцијума на бази дихидропиридина се користе као маркери за ова места везивања.

### Кодирање и локализација калцијумских канала
Да би се идентификовали и локализовали протеински производи гена који кодирају различите калцијумске канале Л-типа у централним неуронима, произведена су анти-пептидна антитела специфична за класу Ц и класу Д алфа 1 подјединице. Анти-ЦНЦ1 усмерен против класе Ц имунопреципитирао је 75% канала Л-типа растворених из церебралног кортекса и хипокампуса пацова. Анти-ЦНД1 усмерен против класе Д имунопреципитирао је само 20% калцијумских канала Л-типа. Имуноблотингом су откривена два облика величине алфа 1 подјединице Ц Л-типа, ЛЦ1 и ЛЦ2, и два облика величине алфа 1 подјединице Л-типа класе Д, ЛД1 и ЛД2. Веће изоформе су имале привидну молекулску масу од приближно 200-210 кД, док су мање изоформе биле 180-190 кД, како је процењено на основу електрофорезе у геловима полимеризованим из 5% акриламида.

## Калцијумски канали у мишићној контракцији
Повећање интрацелуларног калцијума у скелетним мишићима омогућава интеракцију између протеина актина, миозина, тропомиозина (ТМ) и тропонина (Тн) одговорних за контракцију мишића. Тропонин је место везивања калцијума које модификује његову структуру и омогућава ослобађање активних места везивања тропомиозина. У глатким мишићима, интрацелуларни Cа2+  се везује за калмодулин, формирајући комплекс калцијум-калмодулина, који активира киназу лаког ланца миозина, олакшавајући његову интеракцију са актином.
Када се ниво интрацелуларног калцијума смањи, долази до опуштања мишића.

## Калцијумски канали у неуротрансмисији
Егзоцитоза пресинаптичких везикула који садрже неуротрансмитере је процес који зависи од интрацелуларног калцијума. Када акциони потенцијал стигне до пресинаптичког терминала и активирају се напонски Nа+ канали, На+ улази у неурон (позитивно наелектрисан), деполаризујући плазма мембрану и отварајући напонско-зависне калијумове канале (ВДЦЦ), који ће пасивно улазити захваљујући градијенту концентрације, везивању за калмодулин и активирању егзоцитозе везикула неуротрансмитером према синаптичкој пукотини.
Механизам којим се јавља ендокрино лучење хормона као што је инсулин посредовано калцијумом на сличан начин.
Када се нервни импулс који генерише централни нервни систем (или периферни нервни стимулатор) пропагира до нервног завршетка, овај нервни акциони потенцијал индукује промену пермеабилности калцијумских канала, покрећући деполаризацију и омогућавајући прилив Cа2+ јона.
Једном када ацетилхолин уђе у синаптичку пукотину, може се везати за холинергичке рецепторе, чије је спајање врло кратко (1 ms) пошто се ензим ацетилхолинестераза брзо метаболише у холин и ацетат. Холин се поново узима и поново користи за нову синтезу ацетилхолина.
Холинергички рецептори се могу класификовати као мускарински и никотински:
Мускарински рецептори - се налазе у срцу (брадикардија), у глатким мишићима гастроинтестиналном тракту (перисталтика и опуштање сфинктера ), егзокриним жлездама (појачана секреција), бронхима (бронхијални спазам), уринарном тракту, оку (контракција кружног мишића шаренице), итд. Атропин блокира мускаринске ефекте ацетилхолина, али интензитет одговора зависи од дозе, па че тако ниске дозе  атропина блокирати срчане мускаринске ацетилхолинске рецепторе. 
Никотински рецептори - се налазе у аутономним ганглијама ( симпатичким и парасимпатичким ) и на неуромускуларном споју. Чини се да никотински рецептори мионеуралног споја и ганглија имају неке разлике, а самим тим и различите реакције на исти лек.

## Калцијумски канали у срчаном циклусу
Регулација срчаног циклуса зависи од концентрације цитоплазматског калцијума у миоциту. Како синоатријални и атриовентрикуларни чворови имају калцијумске канале Л типа, деполаризација миоцита зависи од протока калцијума у ћелију кроз ове канале.

## Фармаколошки значај
Блокатори калцијумских канала имају различите употребе у медицини и користе се за лечење различитих стања, укључујући, али не ограничавајући се на срчану аритмију и хипертензију. Такође, тренутно постоји неколико лекова који се користе за биполарни поремећај јер блокирају калцијумове канале. 

Лекови који блокирају калцијумове канале  смањују улазак калцијума у срце а у глатким мишићима представљају најнапреднији и важан део кардиоваскуларне терапије. Лечење ангине пекторис, артеријска хипертензија и срчане аритмије данас је незамислово без употребе ових агенаса.
Калцијумски канали Л типа су мета антиаритмичких и антихипертензивни лекова. Док су калцијумски канали Т-типа мета антиконвулзивних лекова. Ови лекови смањују учесталост отварања калцијумових канала као одговор на деполаризацију. Они се брже везују за ћелије које имају више деполаризованих мембранских потенцијала, што објашњава њихов већи афинитет за васкуларне мишићне ћелије и за чворне ћелије које имају мембрански потенцијал око -60 мВ у поређењу са атријалним, вентрикуларним мишићним ћелијама и Пуркињеова влакна која имају мембрану потенцијали од -90 мВ. Ефекат је вазодилататација и инхибиција активности чворова. Као нежељени ефекат, може доћи до опуштања глатких мишића у другим ткивима (нпр пробавном),